# Monte Stello (Francia)
Il Monte Stello (in corso Monte Stellu) è una montagna della Corsica. È la seconda cima più elevata della penisola di Capo Corso, dopo quella di E Follicie (1.322 m s.l.m.).

## Descrizione
Situata nella parte centrale della penisola di Capo Corso, è il secondo punto più elevato della penisola e si trova al confine tra i comuni di Olmeta di Capocorso, Olcani e Brando. Dal monte Stello sono visibili tutta l'Alta Corsica e il vicino Arcipelago Toscano.

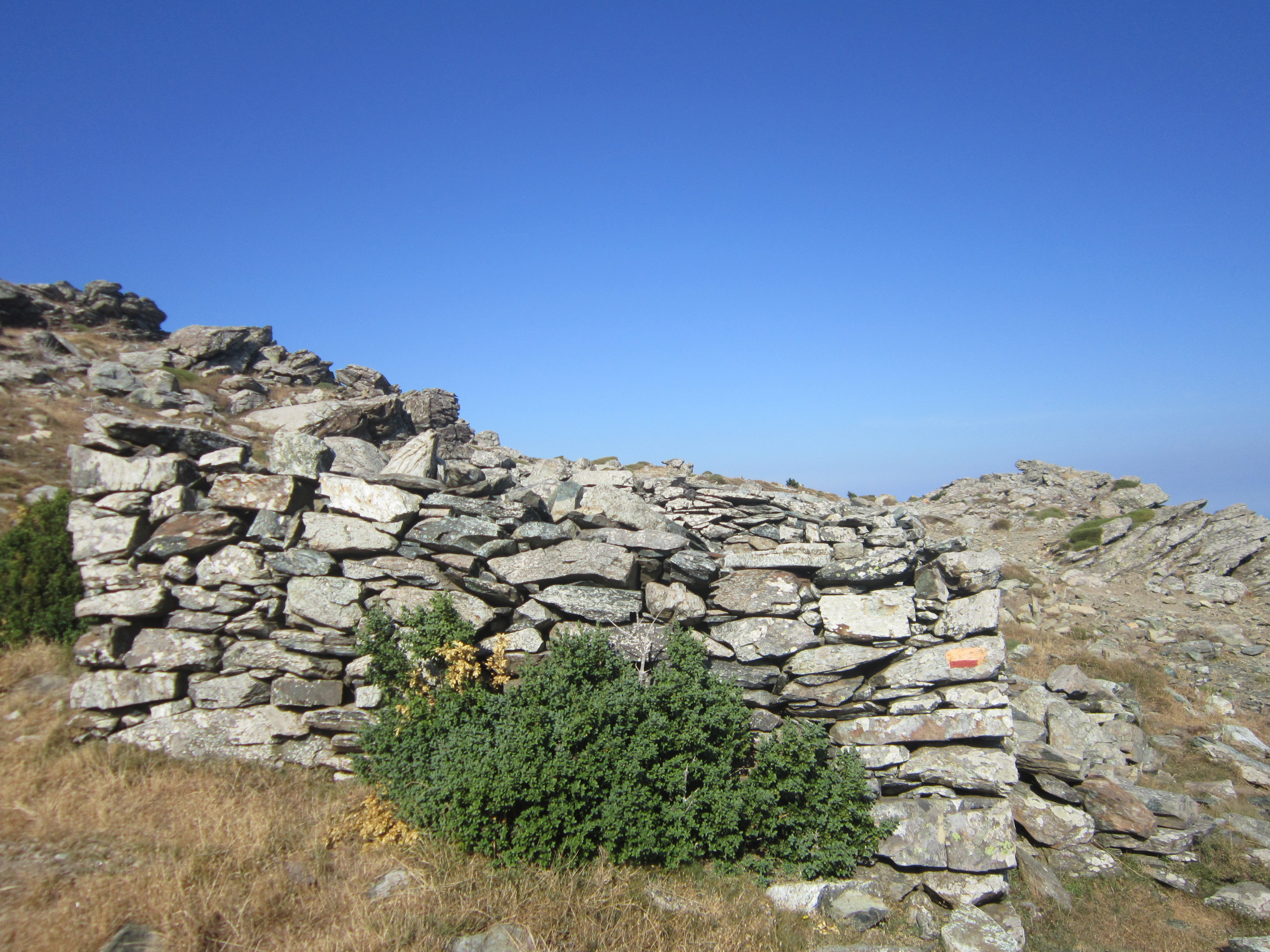
Riparo pastorale presso il Monte Stello.

## Curiosità
Dal Monte Stello ha preso nome il traghetto della SNCM utilizzato dal 1979 al 1996.